# Ketildyngja
Le Ketildyngja est un volcan bouclier d'Islande faisant partie du système volcanique de Fremrinámur. Des fissures volcaniques en partent vers le nord en direction de l'océan Arctique.
Sa dernière éruption remonte à 2300 av. J.-C. au cours de laquelle il a émis 4 km3 de basalte qui a formé un lac et des coulées de lave.